# Гранадос, Эстебан
О́скар Эсте́бан Грана́дос Маро́то (исп. Óscar Esteban Granados Maroto; род. 25 октября 1985, Картаго, Коста-Рика) — коста-риканский футболист, полузащитник клуба «Эредиано». Выступал в сборной Коста-Рики.

## Карьера

### Клубная
Во взрослом футболе дебютировал в 2004 году выступлениями за клуб «Картагинес», в котором провел семь сезонов, приняв участие в 166 матчах чемпионата. Большинство времени, проведенного в составе «Картагинес», был основным игроком команды.
В течение 2011—2012 годов защищал цвета команды клуба «Орион». К составу клуба «Эредиано» присоединился в 2012 году.

### В сборной
Привлекался в состав молодёжной сборной Коста-Рики. В 2009 году дебютировал в официальных матчах в составе национальной сборной Коста-Рики. За главную команду страны провел 12 матчей.
В составе сборной был участником розыгрыша Кубка Америки 2011 года в Аргентине и розыгрыша Золотого кубка КОНКАКАФ 2011 в США.
31 мая 2014 года был включен в заявку сборной для участия на чемпионате мира в Бразилии.